# Полёт в навсегда
«Полёт в навсегда» (англ. Flight to Forever, также «Полёт в бесконечность») — научно-фантастическая повесть американского писателя Пола Андерсона. Впервые опубликована в 1950 году.

## Сюжет
1973 год. Изобретатели Мартин Саундерс и Сэм Халл отправляются на машине времени на сто лет вперёд. При возвращении герои с тревогой находят отправленные ими ранее автоматические зонды с полностью разряженными батареями. При дальнейшем движении в прошлое расход энергии необъяснимо возрастает. Героям удаётся пробиться только до 2008 года, Мартин предполагает что при дальнейшем продвижении в прошлое расход энергии вырастет до бесконечности. Путешественники решают отправиться в далёкое будущее, рассчитывая, что там найдут ответы на свои вопросы.
Выйдя в 2500 году, исследователи оказались атакованы отрядом Фанатиков. Сэм гибнет, Мартин добирается до машины и продолжает движение в будущее. В 3000 году Мартин оказывается в осаждённом городе Лиунг-вей, где к нему присоединяется марсианский наёмник Белготай. Искать здесь помощь бесполезно, и путешественники уходят всё дальше и дальше в будущее. Столетия сменяют друг друга, люди проникают далеко в космос, возникает и рушится Первая галактическая империя, наступают варвары, на Землю вторгаются чужие расы, но ни в одной из эпох никто не может помочь путешественникам вернуться домой. В 50 000 году Мартин и Белготай помогают возродиться Второй Галактической Империи и собираются остаться в этом времени, но из-за предательства Мартин снова отправлен в будущее.
Снова выйдя в реальность через 3 миллиона лет, Мартин обнаруживает, что человечества, какое он знал, больше нет. Землю населяют существа, могуществом равные богам. Одно из существ сообщает Мартину, что возвращение в прошлое принципиально невозможно, модифицирует машину Мартина и отправляет в будущее. Сменяются геологические эпохи, проходят миллиарды лет, на Земле появляются и исчезают другие разумные расы. Наконец, через 100 миллиардов лет состарившаяся Вселенная умирает, гаснут все звёзды и галактики.
Через бесчисленные миллиарды лет Мартин обнаруживает в космосе далёкое свечение возрождающейся Вселенной. Двигаясь во времени, Мартин оказывается на молодой Земле и вскоре возвращается в своё время, обнаружив, что время закольцовано.